# Бабаджанов Пулат Бабаджанович
Пула́т Бабаджа́нович Бабаджа́нов (15 жовтня 1930, Ура-Тюбе, Таджицька РСР, СРСР — 10 лютого 2023, Душанбе, Таджикистан) — радянський таджицький астроном, доктор фізико-математичних наук (1970), професор (1973), академік АН Таджицької РСР (1973).

## Біографія
Народився у місті Ура-Тюбе {нині — Істаравшан). Закінчив Ленінабадський педагогічний інститут (1949) (нині Худжандський університет). У 1951—1954 — аспірант Державного астрономічного інституту ім. П. К. Штернберга. З 1954 року працює в Інституті астрофізики АН Таджицької РСР, у 1959—1971 та 1992—2002 роках був його директором, з 1971 року очолював відділ метеорної астрономії; в 1963—1967 роках керував будівництвом Гіссарської обсерваторії цього інституту.
У 1971—1982 роках — ректор Таджицького університету.
У 1980—1989 роках — член Президії АН Таджицької РСР, в 1986—1989 роках — віце-президент АН Таджицької РСР. З 2003 року — почесний директор Інституту астрофізики і одночасно радник Президії АН Таджикистану.
Основні наукові роботи відносяться до метеорної астрономії. Визначив орбіти більше 400 метеорів, відкрив понад 20 нових метеорних потоків — асоціацій. Вивчав структуру і походження метеорних потоків, особливості розподілу орбіт метеорних тіл у міжпланетному просторі. Згідно з міжнародними програмами провів у 1957—1959 роках дослідження фізичних параметрів верхніх шарів земної атмосфери в метеорний зоні за результатами фотографічних і радіолокаційних спостережень метеорів. Організував радянську екваторіальну експедицію (Сомалі, 1968—1970), яка здійснила цикл вимірювань дрейфу метеорних слідів над екватором, у результаті були отримані експериментальні дані про закономірності рухів верхньої екваторіальної атмосфери. Під керівництвом Бабаджанова створена апаратура і розроблені методи для дослідження фізичних явищ, які супроводжують політ метеорних тіл в атмосфері, вперше в СРСР проведено паралельні фотографічні і радіолокаційні спостереження метеорів.
Член Лондонського королівського товариства, протягом 2 років був Президентом Міжнародної комісії з метеорів.
Нагороджений орденом Трудового Червоного Прапора, 2 орденами «Знак Пошани», 3 медалями. Лауреат Державної премії ім. Абу Алі ібн Сіни (1977). Лауреат премії АН РТ ім. акад. С. У. Умарова (2003).
Його ім'ям названа мала планета Сонячної системи 7164 Бабаджанов.